# Robin Ammerlaan
Robin Ammerlaan, né le 26 février 1968 à La Haye, est un joueur de tennis handisport néerlandais, professionnel entre 1998 et 2012.
Souvent dans l'ombre de David Hall puis de Shingo Kunieda, il ne reste pas néanmoins l'un des meilleurs joueurs de tennis fauteuil des années 2000, remportant l'or paralympique contre l'australien en 2004 et l'argent contre le japonais en 2008.
Trois fois vainqueur d'un tournoi du Grand Chelem et simple et 10 fois en double, il s'est également illustré lors du Masters en s'imposant à 6 reprises entre 1999 et 2007 sur 10 finales jouées et en étant désigné Champion du Monde par l'ITF en 2006.
Il utilise un fauteuil Invacare et réside à Soest.

## Palmarès

### Jeux paralympiques
- médaillé d'or en simple en 2004
- médaillé d'or en double messieurs en 2000
- médaillé d'argent en simple en 2008

### Tournois du Grand Chelem

#### Victoires en simple (3)
| Année | Tournoi          | Adversaire en finale | Score          |
| 2002  | Open d'Australie | David Hall           | 6-2, 6-4       |
| 2005  | US Open          | Michael Jeremiasz    | 6-1 6-3        |
| 2006  | US Open          | Michael Jeremiasz    | 16-7, 6-3, 7-5 |

#### Victoires en double (11)
| Année | Tournoi          | Partenaire        | Adversaires en finale                | Score          |
| 2004  | Open d'Australie | Martin Legner     | Tadeusz Kruszelnicki / Satoshi Saida | 6-3, 6-3       |
| 2005  | Open d'Australie | Martin Legner     | David Hall / Anthony Bonaccurso      | 6--4, 6-3      |
| 2005  | US Open          | Michaël Jeremiasz |                                      |                |
| 2006  | Open d'Australie | Martin Legner     | Michaël Jeremiasz / Satoshi Saida    | 3-6, 6-3, 7-65 |
| 2006  | US Open          | Michaël Jeremiasz | Shingo Kunieda / Tadeusz Kruszelnick | 7-62, 6-1      |
| 2007  | Open d'Australie | Shingo Kunieda    | Maikel Scheffers / Ronald Vink       | 6-2, 6-0       |
| 2007  | Wimbledon        | Ronald Vink       | Shingo Kunieda / Satoshi Saida       | 4-6, 7-5, 6-2  |
| 2008  | Wimbledon        | Ronald Vink       | Stéphane Houdet / Nicolas Peifer     | 86-7, 6-1, 6-3 |
| 2009  | Open d'Australie | Shingo Kunieda    | Stefan Olsson / Maikel Scheffers     | 7-5, 6-1       |
| 2010  | Wimbledon        | Stefan Olsson     | Stéphane Houdet / Shingo Kunieda     | 6-4, 7-64      |
| 2012  | Open d'Australie | Ronald Vink       | Stéphane Houdet / Nicolas Peifer     | 6-2, 4-6, 6-1  |

### Au Masters

#### Victoires au Masters en simple (6)
| Année | Lieu       | Finaliste         | Résultat       |
| ----- | ---------- | ----------------- | -------------- |
| 1999  | Eindhoven  | Martin Legner     | 7-5, 6-1       |
| 2000  | Amersfoort | Ricky Molier      | 7-69, 6-1      |
| 2003  | Amersfoort | Stephen Welch     | 6-3, 6-4       |
| 2005  | Amersfoort | Michaël Jeremiasz | 6-2, 6-3       |
| 2006  | Amsterdam  | Shingo Kunieda    | 7-62, 7-65     |
| 2007  | Amsterdam  | Michaël Jeremiasz | 7-68, 5-7, 6-0 |

#### Finales au Masters en double (4)
| Année | Lieu       | Partenaire      | Vainqueurs                       | Résultat      |
| ----- | ---------- | --------------- | -------------------------------- | ------------- |
| 2000  | Amersfoort | Eric Stuurman   | Ricky Molier / Stephen Welch     | 6-3, 6-1      |
| 2009  | Bergame    | Stéphane Houdet | Maikel Scheffers / Ronald Vink   | 6-1, 3-6, 6-0 |
| 2010  | Bergame    | Stéphane Houdet | Maikel Scheffers / Ronald Vink   | 7-62, 6-4     |
| 2011  | Amsterdam  | Stéphane Houdet | Tom Egberink / Michaël Jeremiasz | 6-4, 6-2      |